# Uncaria longiflora
Uncaria longiflora är en måreväxtart som först beskrevs av Jean Louis Marie Poiret, och fick sitt nu gällande namn av Elmer Drew Merrill. Uncaria longiflora ingår i släktet Uncaria och familjen måreväxter.

## Underarter
Arten delas in i följande underarter:
- U. l. longiflora
- U. l. pteropoda